# Paul Menard
John Paul Christian Menard (Eau Claire, Wisconsin, 21 de agosto de 1980) es un piloto de automovilismo estadounidense. Fue piloto a tiempo completo de NASCAR Cup Series desde 2007 hasta 2019.

## Carrera deportiva
Comenzó su carrera en el karting a los ocho años y luego avanzó hacia carreras en hielo y en pistas cortas en Wisconsin. En 2000, debutó en la ARCA Re/Max Series y en 2003 se unió a Andy Petree Racing para competir en algunas carreras de la NASCAR Cup Series, Busch Series y Truck Series, mientras seguía en ARCA. Su participación en Dale Earnhardt, Inc. comenzó en 2004 y, con el tiempo, se convirtió en un competidor sólido en la Busch Series.

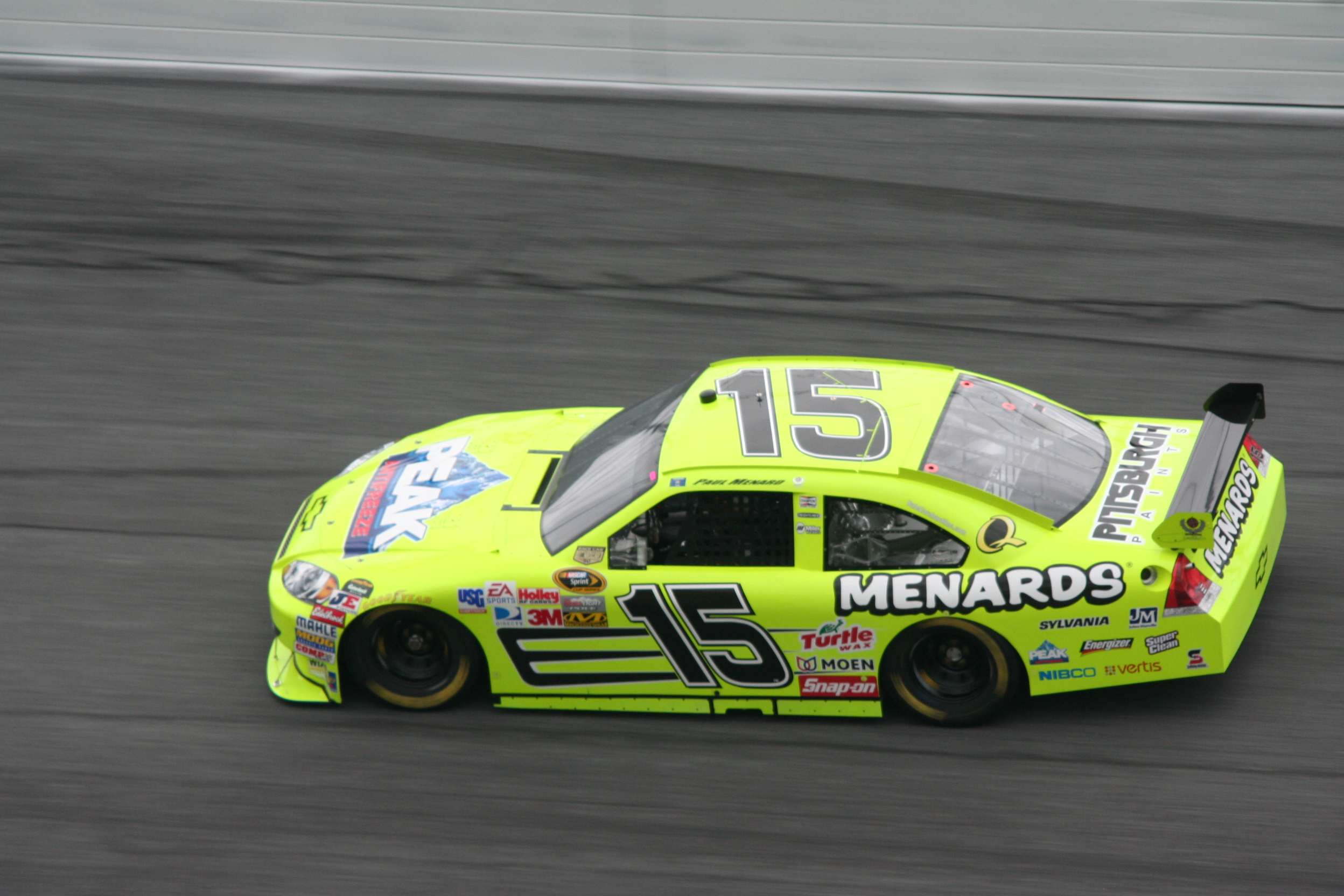
Paul Menard en NASCAR Cup Series 2008.

En 2007, inició su primera temporada completa en la Cup Series, con algunos desafíos para clasificar en cada carrera. Sin embargo, tras la fusión de Dale Earnhardt, Inc. con Ginn Racing, su rendimiento mejoró. En 2008, Menard logró su primera pole en la Cup Series en el Daytona, así como un segundo puesto en la carrera de Talladega. Tras un año en Yates Racing, en 2010 se unió a Richard Petty Motorsports, logrando varios resultados entre los 10 mejores.
En 2011, Menard se unió a Richard Childress Racing y ganó su primera y única carrera en la Cup Series en el Brickyard 400. Sin embargo, se vio envuelto en controversia en Richmond ese año. Un choque suyo benefició a su compañero Kevin Harvick, levantando sospechas de que fue intencional. Las temporadas siguientes con Childress tuvieron altibajos, aunque en 2015 logró clasificarse a los playoffs.
En 2018, Menard se unió a Wood Brothers Racing, obteniendo su segunda pole en la Cup Series en el Chicagoland. Al finalizar la temporada siguiente, anunció su retiro de la competición. Desde entonces, ha competido en algunas carreras de Trans-Am Series. También participó en dos carreras de NASCAR Camping World Truck Series 2021 con ThorSport Racing.

## Vida personal
Fuera de las pistas, Menard es hijo de John Menard Jr., fundador de Menards, una cadena de tiendas de artículos para el hogar.